# ستيفن بورتر دان
ستيفن بورتر دان (بالإنجليزية: Stephen Porter Dunn)‏ هو عالم إنسان ومترجم وشاعر أمريكي، ولد في 24 مارس 1928، وتوفي في 4 يونيو 1999.